# Halálozások 1948-ban
Ez a szócikk az 1948-as évben elhunyt nevezetes személyeket sorolja fel.

## December
| Dátum        | Név              | Foglalkozás / tisztség                                             | Kor | Forrás |
| ------------ | ---------------- | ------------------------------------------------------------------ | --- | ------ |
| december 31. | Malcolm Campbell | brit újságíró, autóversenyző, sebesség-világrekorder               | 063 |        |
| december 23. | Tódzsó Hideki    | japán tábornok, nacionalista politikus, miniszterelnök (1941–1944) | 063 |        |

## November
| Dátum | Név | Foglalkozás / tisztség | Kor | Forrás |
| ----- | --- | ---------------------- | --- | ------ |

## Október
| Dátum       | Név          | Foglalkozás / tisztség                   | Kor | Forrás |
| ----------- | ------------ | ---------------------------------------- | --- | ------ |
| október 24. | Lehár Ferenc | zeneszerző, operettkomponista, karmester | 078 |        |

## Szeptember
| Dátum          | Név                            | Foglalkozás / tisztség                                                            | Kor | Forrás |
| -------------- | ------------------------------ | --------------------------------------------------------------------------------- | --- | ------ |
| szeptember 22. | Adalbert Ferdinand von Preußen | porosz királyi és német császári herceg, a Német Császári Haditengerészet tisztje | 064 |        |
| szeptember 11. | Muhammad Ali Dzsinnah          | brit indiai születésű ügyvéd, politikus, államférfi, Pakisztán alapítója          | 071 |        |
| szeptember 10. | I. Ferdinánd                   | bolgár cár (1908–1918)                                                            | 087 |        |
| szeptember 3.  | Edvard Beneš                   | cseh politikus, Csehszlovákia elnöke (1935–1938, 1945–1948)                       | 064 |        |

## Augusztus
| Dátum         | Név                 | Foglalkozás / tisztség                     | Kor | Forrás |
| ------------- | ------------------- | ------------------------------------------ | --- | ------ |
| augusztus 16. | Babe Ruth           | amerikai baseballjátékos                   | 053 |        |
| augusztus 9.  | Hugo Ferdinand Boss | német divattervező, üzletember (Hugo Boss) | 063 |        |

## Július
| Dátum      | Név            | Foglalkozás / tisztség                                               | Kor | Forrás |
| ---------- | -------------- | -------------------------------------------------------------------- | --- | ------ |
| július 23. | D. W. Griffith | amerikai filmrendező, forgatókönyvíró, színész, filmproducer         | 073 |        |
| július 15. | John Pershing  | amerikai katonatiszt, első világháborús tábornok, Pulitzer-díjas író | 087 |        |

## Június
| Dátum     | Név           | Foglalkozás / tisztség                                              | Kor | Forrás |
| --------- | ------------- | ------------------------------------------------------------------- | --- | ------ |
| június 6. | Louis Lumière | francia mérnök, feltaláló, a fényképezés és a filmkészítés úttörője | 083 |        |

## Május
| Dátum     | Név            | Foglalkozás / tisztség         | Kor | Forrás |
| --------- | -------------- | ------------------------------ | --- | ------ |
| május 25. | Witold Pilecki | lengyel katonatiszt, ellenálló | 047 |        |

## Április
| Dátum       | Név              | Foglalkozás / tisztség                         | Kor | Forrás |
| ----------- | ---------------- | ---------------------------------------------- | --- | ------ |
| április 21. | Pünkösthy László | katonatiszt, vezérkari százados, háborús bűnös | 036 |        |

## Március
| Dátum      | Név            | Foglalkozás / tisztség                             | Kor | Forrás |
| ---------- | -------------- | -------------------------------------------------- | --- | ------ |
| március 4. | Antonin Artaud | francia drámaíró, költő, színész, színházi rendező | 051 |        |

## Február
| Dátum | Név | Foglalkozás / tisztség | Kor | Forrás |
| ----- | --- | ---------------------- | --- | ------ |

## Január
| Dátum      | Név            | Foglalkozás / tisztség                                                  | Kor | Forrás |
| ---------- | -------------- | ----------------------------------------------------------------------- | --- | ------ |
| január 30. | Mahátma Gandhi | indiai jogász, politikai és spirituális vezető, függetlenségi aktivista | 078 |        |
| január 30. | Orville Wright | amerikai repülőgép-tervező                                              | 076 |        |